# Evaza atripluma
Evaza atripluma är en tvåvingeart som beskrevs av James 1969. Evaza atripluma ingår i släktet Evaza och familjen vapenflugor. Inga underarter finns listade i Catalogue of Life.